# Pergagrapta bicolor
Pergagrapta bicolor – gatunek błonkówki z rodziny Pergidae.

## Taksonomia
Gatunek ten został opisany w 1817 roku przez Williama Leacha pod nazwą Perga bicolor. Jako miejsce typowe podał on „Australazję”. Holotypem była samica. W 1890 roku Walter Wilson Froggatt opisał go pod nazwą Perga chalybea (miejsce typowe Australia Południowa, holotypem był samiec). Nazwy te zsynonimizował Friedrich Wilhelm Konow w 1905. W 1939 Robert Bernard Benson przeniósł ten gatunek do rodzaju Pergagrapta.

## Zasięg występowania
Pergagrapta bicolor występuje w australijskich stanach Australia Południowa, Nowa Południowa Walia i Wiktoria.

## Biologia i ekologia
Roślinami żywicielskimi są drzewa Corymbia gummifera, Eucalyptus haemastoma, Eucalyptus pauciflora i eukaliptus wierzbowaty z rodziny mirtowatych.